# Wavelength shifter
Un wavelength shifter è un materiale fluorescente che assorbe radiazione elettromagnetica ad una data frequenza e la riemette ad una frequenza inferiore. Trovano forte utilizzo nei scintillatori organici e nelle guide di luce, principalmente per migliorare l'accoppiamento tra scintillatore e fotomoltiplicatore.
I materiali wavelenght shifter costituiscono una sorgente isotropa di radiazione elettromagnetica, perciò rendono l'emissione di luce da questi materiali uguale per qualsiasi faccia del solido nel quale sono contenuti.
Il principale wavelenght shifter utilizzato in esperimenti di fisica è il BBQ.
Il magnete speciale BESSY, utilizza un wavelength shifter.